# Лејк Вајлдвуд (Калифорнија)
Лејк Вајлдвуд (енгл. Lake Wildwood) насељено је место без административног статуса у америчкој савезној држави Калифорнија.

## Демографија
По попису из 2010. године број становника је 4.991, што је 123 (2,5%) становника више него 2000. године.
| Група             | 2000.         | 2010.         |
| Белци             | 4.607 (94,6%) | 4.526 (90,7%) |
| Афроамериканци    | 11 (0,2%)     | 17 (0,3%)     |
| Азијати           | 38 (0,8%)     | 56 (1,1%)     |
| Хиспаноамериканци | 111 (2,3%)    | 272 (5,4%)    |
| Укупно            | 4.868         | 4.991         |